# Simeon Kipkemboi
Simeon Kipkemboi (né le 15 avril 1960) est un athlète kényan, spécialiste du sprint et du 400 m.

## Biographie
C'est le premier athlète kényan ayant participé à des spécialités autres que celles traditionnelles du demi-fond et du fond, en se consacrant au sprint.
Il a détenu le record national kényan du 4 x 100 m de 1988 (Séoul) jusqu'en 2010.
Il remporte le 200 m lors des Jeux africains de 1987 en 20 s 90.

### Palmarès
| Date | Compétition                | Lieu      | Épreuve | Résultat  | Performance   |
| ---- | -------------------------- | --------- | ------- | --------- | ------------- |
| 1985 | Championnats d'Afrique     | Le Caire  | 1er     | 200 m     | 20 s 82       |
| 1985 | Championnats d'Afrique     | Le Caire  | 2e      | 4 x 100 m | 39 s 91       |
| 1985 | Coupe du monde des nations | Canberra  | 7e      | 200 m     | 21 s 50       |
| 1987 | Jeux africains             | Nairobi   | 1er     | 200 m     | 20 s 90       |
| 1988 | Jeux olympiques            | Séoul     | 8e      | 4 x 400 m | 3 min 04 s 69 |
| 1989 | Championnats d'Afrique     | Lagos     | 2e      | 400 m     | 46 s 29       |
| 1989 | Coupe du monde des nations | Barcelone | 3e      | 4 x 400 m | 3 min 01 s 88 |
| 1990 | Jeux du Commonwealth       | Auckland  | 3e      | 400 m     | 44 s 93       |
| 1991 | Championnats du monde      | Tokyo     | 5e      | 4 x 400 m | 3 min 00 s 34 |
| 1991 | Jeux africains             | Nairobi   | 1er     | 4 x 400 m | 3 min 3 s 14  |
| 1993 | Championnats d'Afrique     | Durban    | 1er     | 4 × 400 m | 3 min 03 s 10 |

### Records
| Épreuve    | Performance | Lieu  | Date               |
| ---------- | ----------- | ----- | ------------------ |
| 200 mètres | 20 s 84     | Rome  | 1er septembre 1987 |
| 400 mètres | 46 s 29     | Tokyo | 26 août 1991       |